# Измаилян, Акоп Саркисович
Акоп Саркисович Измаилян (азерб. Akop Sarkisoviç İzmailyan, арм. Հակոբ Սարգսի Իզմայիլյան; род. 1 марта 1924, Чараберд, Нагорно-Карабахская АО — советский азербайджанский животновод, Герой Социалистического Труда (1958).

## Биография
Родился 1 марта 1924 года в селе Чараберд Нагорно-Карабахской автономной области Азербайджанской ССР.
С 1948 года чабан, старший чабан овцеводческой фермы колхоза имени Сталина, с 1970 года чабан совхоза имени XXII партсъезда Мардакертского района Нагорно-Карабахской автономной области Азербайджанской ССР. Получал высокие показатели животноводства.
Указом Президиума Верховного Совета СССР от 21 ноября 1958 года за выдающиеся успехи, достигнутые в деле развития овцеводства и увеличения производства шерсти Измаиляну Акопу Саркисовичу присвоено звание Героя Социалистического Труда с вручением ордена Ленина и золотой медали «Серп и Молот».
Активно участвовал в общественной жизни Азербайджана. Член КПСС с 1947 года.